# Geodena quadrigutta
Geodena quadrigutta är en fjärilsart som beskrevs av Walker 1856. Geodena quadrigutta ingår i släktet Geodena och familjen mätare. Inga underarter finns listade i Catalogue of Life.